# Козырь, Михаил Сидорович
Козырь Михаил Сидорович, также в некоторых документах Козырев и Михаил Владимирович (23 мая 1894, Новая Осота, Чигиринский уезд, Киевская губерния, Российская империя — 24 октября 1930 года, Тобольск, РСФСР, СССР), — российский революционер, военный и общественный деятель, участник Первой мировой войны, красный алтайский партизан, анархо-коммунист, участник и один из лидеров вооружённой борьбы за народовластие в форме советской власти на Алтае и в Сибири. Один из организаторов и командиров Западно-Сибирской крестьянской Красной армии.
Среди его сотрудников и соратников такие известные личности периода революции и гражданской войны, участники рабоче-крестьянского, красноказачьего и краснопартизанского повстанческого движения на Алтае и в Сибири 1920-х годов как Григорий Рогов, Фёдор Колядо, Ефим Мамонтов (1889—1922), Гребнев, Пётр Дербер, Чеканов, Игнатий Федорович (1888—1939), Хлеборобов и другие.

## Биография
Из крестьян-бедняков, представителей крестьянского или казачьего сословия села Новая Осота Чигиринского уезда Киевской губернии, семья переселилась на Алтай и жила в деревне Сосновка Семипалатинского уезда (Ерназар (Восточно-Казахстанская область)) судя по фамилии потомок переселенцев из малороссийских губерний.
Предположительно окончил 2-ю Иркутскую школу прапорщиков 22 марта 1916 года. В приказе о производстве назван унтер-офицером 27-го Сибирского стрелкового запасного батальона.
В 1916—1917 гг. участник Первой мировой войны, отличился на фронте, получил чин поручика.
В первой половине 1918 года вернулся домой и будучи беспартийным принял участие в становлении советской власти в Семипалатинском уезде молодой Республики.
После временного свержения Советской власти скрывался в селе Неводском под фамилией В. М. Бутченко, в апреле 1919 года был опознан помощником начальника районного отделения колчаковской милиции. На предложение добровольно вступить в колчаковскую армию ответил отказом, а при попытке ареста оказал сопротивление, убил гражданина, который его опознал.
С лета 1919 года в партизанах: член Главного Штаба Крестьянской Красной Армии Алтайской округи, организатор и командир 6-го объединенного, а потом 4-го Крестьянского полка, начальнк Семипалатинского боевого участка, командир 4-го Крестьянского корпуса партизанской армии Ефима Мамонтова. Имел брата Николая, адъютанта начштаба этой же армии.
В рядах партизанской армии Ефима Мамонтова анархисты были в отрядах зиминских (алейских) и каминских партизан, а также в 4-м крестьянском корпусе Козыря. Политические взгляды самого Козыря были расплывчатые и представляли собой нечто среднее между левоэсеровскими и анархо-коммунистическими, но многие командиры и комиссары в его корпусе были анархо-коммунистами.
Уже в конце 1919 года командир 4-го крестьянского корпуса Михаил Козырь, будучи в Семипалатинске, выдвинул лозунг: «За Советы без большевиков! Да здравствует свободный труд», призывал не подчиняться большевистским ревкомам. Был отстранён от командования. Не подчинился, прибыл с частью своего корпуса в Усть-Каменогорск и призвал крестьян к неподчинению ревкомам. Были проведено общее собрание гарнизона, на котором принята антибольшевистская резолюция: «Мы отдадим все наши силы на создание настоящей рабоче-крестьянской социалистической советской власти! Крестьянская армия твердо заявляет, что она никому не позволит посягнуть на свои права. Право самостоятельного устройства жизни. Нам, крестьянам, не нужна никакая власть, нам необходимо народное право!».
Против восставших крестьян и в частности Михаила Козыря в составе отряда ЧК воевал известный советский писатель Павел Петрович Бажов.
Узнав о событиях в Усть-Каменогорске покинул Змеиногорск.
15 декабря 1919 года, после установления советской власти в Усть-Каменогорске и вступления в город повстанческой крестьянской армии Козыря и рот из объединённого отряда «Красных горных орлов», вышел из подполья П. П. Бажов, который начал организовывать новый совет депутатов. Некоторое время сохранялось двоевластие: в Народном Доме заседал новый Усть-Каменогорский Совдеп, а в бывшем управлении 3-го отдела Сибирского казачьего войска в это же время размещался штаб Крестьянской Армии Козыря.
После сообщения в Семипалатинск, во второй половине января 1920 года в Усть-Каменогорск прислали сразу три полка регулярных сил Красной Армии.
27 января 1920 года Михаил Козырь появился в Барнауле, где добровольно сдался советским органам власти. На допросе объяснил своё поведение неосведомленностью об условиях расформирования партизанской армии и нервным заболеванием.
11 февраля 1920 года в Семипалатинске бойцы Красной Армии разоружили бойцов двух полков 4-го Крестьянского Партизанского Корпуса Западно-Сибирской Партизанской Армии, требовавших освобождения командира корпуса М. В. Козыря. При разоружении были арестованы командиры повстанцев, большинство из которых являлись анархо-коммунистами и левыми эсерами.
Из Барнаула Козыря направили в Омск в распоряжение помощника главнокомандующего Восточным фронтом И. Л. Дзевалтовского. По предложению инспектора пехоты 5-й армии Ф. В. Егорова Козыря откомандировали в Москву для ознакомления с советским строительством и для прохождения курса лечения (в ноябре 1919 г. Козырь был ранен, но остался в строю).
Козырь был арестован 9 июня 1930 года и 24 октября приговорён к высшей мере наказания решением тройки при Полномочном представительстве ОГПУ по Уралу. Похоронен в Тобольске. Реабилитирован в июле 1989 года.

## Семья
Родной брат — преподаватель школы и института в Барнауле, член горкома партии и секретарь ЦК ВЛКСМ города Барнаула в 1930х гг. Федосей Сидорович Козырь (1911—1938), репрессированный и расстрелянный в 1938 году в Барнауле, женатый на Софии Алоизовне Неверовской (27.11.1911 — 19.01.2004), правнучке Анны, родной сестры генерала Ермолова и Алексея Павлова, чиновника при Священном Синоде начала 20 века. Оба упомянуты в книге алтайского краеведа Василия Федоровича Гришаева «Барнаульские педагоги — жертвы политических репрессий» и его статье «Комарики — малярики» опубликованной в газете «Вечерний Барнаул» 11 февраля 1995 года.
Другие братья и сестры — Константин, Татьяна, Надежда, Николай, Тимофей, Сергей, Иван, Василий.
Жена Татьяна Ивановна Горобец (1905—1995).
Дочь Зоя Михайловна Козырь (в замужестве — Пшеничникова) (11.02.1924 — 21.11.2006).